# Яблунівка (Сумський район)
Яблунівка —  село в Україні, у Юнаківській сільській громаді Сумського району Сумської області. Населення становить 168 осіб. До 2020 орган місцевого самоврядування — Кияницька сільська рада.

## Географія
Село Яблунівка знаходиться неподалік від витоків річки Снагість. На відстані до 3-х км розташовані села Біловоди, Юнаківка і селище Варачине. Поруч проходить автомобільна дорога Н07.

## Історія
До 2016 року село носило назву Червонопрапорне.
12 червня 2020 року, відповідно до розпорядження Кабінету Міністрів України № 723-р «Про визначення адміністративних центрів та затвердження територій територіальних громад Сумської області», село увійшло до складу Юнаківської сільської громади.
19 липня 2020 року, в результаті адміністративно-територіальної реформи та ліквідації Сумського району(1923—2020), увійшло до складу новоутвореного Сумського району.